# Concord (Kalifornie)
Concord (dříve Todos Santos) je město v okrese Contra Costa County ve státě Kalifornie ve Spojených státech amerických.
K roku 2010 zde žilo 122 067 obyvatel. S celkovou rozlohou 79,114 km² byla hustota zalidnění 1500 obyvatel na km².

## Rodáci
- Dave Brubeck (1920-2012) - americký jazzový klavírista
- Tom Hanks (* 1956) - americký filmový herec